# Gym Class Heroes
Gym Class Heroes (рус. Герои Спортзала) — группа из Дженивы, штат Нью-Йорк, играющая в жанре альтернативный рэп. Группа возникла в тот момент, когда Travis «Schleprok» McCoy встретил барабанщика Мэтт МакГинли (англ. Matt McGinley), после чего они решили играть вместе. Позднее к группе присоединились гитарист Disashi Lumumba-Kasongo и басист Eric Roberts. Вскоре коллектив подписал контракт с лейблом Decaydance Records, на котором вышел альбом As Cruel As School Children, получивший статус золотого. Альбом принёс группе популярность. Сингл «Cupid’s Chokehold» достиг 4 места в чарте Billboard Hot 100, а «Clothes Off!!» — пятого в чарте UK Singles Chart. Вместо использования обычных методов написания хип-хоп музыки Gym Class Heroes пользуются живыми инструментами, точно так же, как и Stetsasonic, The Roots, N.E.R.D., k-os и Crown City Rockers. Группа иногда сотрудничает с Патриком Стампом из Fall Out Boy. Именно его голос был использован в качестве бэк-вокала в песне «Cupid’s Chokehold» и «Clothes Off».

## История
MC Travis «Schleprok» McCoy и барабанщик Matt McGinley стали друзьями благодаря урокам физкультуры в местной средней школе в Женеве, штат Нью-Йорк. Это нашло отражение в названии группы — «Герои гимнастического зала». Официально Gym Class Heroes появились в 1997 году. Поначалу они играли на вечеринках в честь дней рождения, в клубах и на фестивалях, что, в конечном счете, привело к тому, что группа объездила с концертами весь северо-восток США, в том числе в течение двух лет Gym Class Heroes ездили по стране в рамках фестиваля Warped Tour (в 2003 и 2004 годах). В 2004 году пути коллектива и гитариста Milo Bonacci разошлись, и на его место пришёл Disashi Lumumba-Kasongo, который играет в группе и сейчас. В середине 2005 года, как раз перед взлётом на вершины хит-парадов, состав покинул ещё один участник, басист Ryan Geise. Его заменил друг группы, басист Eric Roberts. В первый раз ребята почувствовали вкус успеха после релиза «…For the Kids». Лидер группы Travis McCoy выиграл битву MC канала MTV (Direct Effect MC Battle) и в качестве приза появился в видео американского рэпера Styles P «Daddy Get That Cash». В качестве сторонних проектов группа выпустила 3 неномерных альбома с 1999 по 2004 год: «Hed Candy», «Greasy Kids Stuff» и «Papercut Chronicles EP».

### Decaydance Records
После того как Патрик Стамп из Fall Out Boy услышал песню «Taxi Driver», он пригласил группу на одно из своих шоу. После этого Gym Class Heroes подписали контракт с лейблом Decaydance Records, принадлежащим другому участнику Fall Out Boy — Pete Wentz. В дальнейшем группа выступала в качестве участников Warped Tour летом 2005 и 2006 годов. Тур закончился концертом вместе с The All-American Rejects 29 ноября в Лас-Вегасе. Совсем недавно закончился другой тур группы The Daryl Hall For President Tour '07 совместно с RX Bandits, k-os и P.O.S.. В течение тура группа проводила конкурс среди фанатов: надо было «прокачать» свою страничку на сайте MySpace в «gym class» стиле. Победитель получил игровую приставку Xbox 360.
Также группа разогревала Гвен Стефани в её концертном туре The Sweet Escape Tour в Австралии и Новой Зеландии в июле и августе 2007 года; участвовала в Verizon Wireless Campus Tour вместе с The Pack, играла концерты в рамках Young Wild Things Tour вместе с Fall Out Boy, Plain White T's и Cute Is What We Aim For в октябре 2007 года.
Также ребята сотрудничали с R&B певицей Келли Роуленд в песне «Daylight». Режиссёр видео — Jeremy Rall.
Песня «It’s OK, But Just This Once» была использована в популярном сериале канала HBO «Entourage» в эпизоде номер 319 — «The Prince’s Bride».
Группа заявлена как участник Vans Warped Tour 2008.
14 июня, 2011 года вышел первый сингл Gym Class Heroes из альбома «The Papercut Chronicles II» «Stereo Hearts» с участием Адама Левина вокалиста рок-группы Maroon 5.

## Дискография
- 2001: ...For the Kids
- 2005: The Papercut Chronicles
- 2006: As Cruel as School Children
- 2008: The Quilt
- 2011: The Papercut Chronicles II

## Награды и номинации
| Год  | Награда                   | Категория                                                    | Результат |
| ---- | ------------------------- | ------------------------------------------------------------ | --------- |
| 2007 | MTV Video Music Awards    | Best Group                                                   | Номинация |
| 2007 | MTV Video Music Awards    | Best New Artist                                              | Победа    |
| 2007 | MTV European Music Awards | Ultimate Urban                                               | Номинация |
| 2007 | Hip-Hop Nation Awards     | Best Rap Song W. Group «Cupid’s Chokehold» ft. Patrick Stump | Победа    |
| 2007 | Hip-Hop Nation Awards     | Best Rap Group                                               | Победа    |
| 2007 | Hip-Hop Nation Awards     | Best New Artist                                              | Номинация |
| 2009 | Hip-Hop Nation Awards     | Best Rap Song W. Group «Cookie Jar» ft. The-Dream            | Номинация |
| 2009 | Hip-Hop Nation Awards     | Best Rap Group                                               | Номинация |